# Annemarie Grete Naumann
Annemarie Grete Naumann (* 1921; † August 2008 in Tönisvorst) war eine deutsche KZ-Aufseherin in verschiedenen Konzentrationslagern.

## Leben
Annemarie Grete Naumann wuchs in Neustrelitz auf. Ihre Eltern besaßen ein Gemüsegeschäft, in dem sie mit ihrer jüngeren Schwester während ihrer Schulzeit aushalf. Nach der Volksschule erlernte sie den Beruf der Hauswirtschafterin.
Im Spätsommer oder Herbst 1939 wurde sie zum Reichsarbeitsdienst (RAD) einberufen und diente als Arbeitsmaid in einem landwirtschaftlichen Betrieb in Alt-Strelitz. Anschließend ging sie in Stellung bei der Wäscherei Spindler in Berlin. Ab diesem Zeitpunkt besuchte sie ihre Familie an den Wochenenden und an freien Tagen.
Anfang März 1943 trat sie ihren Dienst bei den Heinkel-Werken in Barth an und arbeitete dort als Bereitstellungskraft für Flugzeugbauteile. Im Rahmen einer Dienstverpflichtung wurde sie Ende Juni 1943 zur KZ-Aufseherin im Konzentrationslager Ravensbrück einberufen. Nach einer mehrwöchigen Schulung wurde sie zunächst mit einer erfahrenen Aufseherin in Außenkommandos eingesetzt, anschließend in der Bestandsaufnahme von ankommenden Häftlingen. Später bewachte sie hauptsächlich Häftlinge in den Industriewerkstätten. Zeitweise übernahm sie auch die Funktion einer Blockleiterin für Häftlinge mit dem grünen Winkel und nahm auch an Appellen teil.
Im Sommer 1944 arbeitete sie mit einer weiteren Aufseherin in der Post- und Paketzensur. Aufgrund der zunehmend hohen Anzahl an Häftlingen wurde sie im August 1944 zur Hundeführerin ausgebildet. Von diesem Zeitpunkt an war sie in Begleitung eines Schäferhundes. Im Oktober 1944 wurde sie für kurze Zeit in die KZ-Außenlager Velten und Grüneberg versetzt. Dort überwachte sie die Häftlinge bei der Fertigung von Rüstungsmaterial. Anfang November 1944 entsandte der Lagerkommandant Fritz Suhren Naumann mit einer weiteren Aufseherin nach dem Getto Theresienstadt. Dort überwachte sie rund zwei bis drei Wochen jüdische Häftlinge im dortigen Frauenhof. Nachdem Suhren sie nach Ravensbrück zurück zitiert hatte, um sie aufgrund ihrer »Erfahrung« »anderweitig« einzusetzen, erfuhr sie von der Kommandantur, dass sie als Lagerführerin für den beschlagnahmten Teil des allmählich auflösenden »Jugendschutzlagers Uckermark« eingesetzt werden sollte. Kurz vor Heiligabend 1944 war sie mit dem SS-Lagerarzt Percival Treite bei den Selektionen von geschwächten, alten und kranken Frauen anwesend, die für das KZ Uckermark bestimmt waren. Naumann hatte die Aufgabe, die von Treite ausgesuchten Frauen auf die Liste zu setzen. Für die Frauen kam dies einem Todesurteil gleich. Naumann erkrankte noch vor Weihnachten 1944 an Diphtherie und verbrachte die Feiertage im Neustrelitzer Krankenhaus.
Nach ihrer Genesung kehrte sie im Januar 1945 nach Ravensbrück zurück und erfuhr, dass Ruth Closius die Lagerführung für das KZ Uckermark übernommen hatte. Naumann und mindestens fünf oder sechs weitere Aufseherinnen, darunter auch Margarete Rabe und Elfriede Mohneke, waren ihr fortan unterstellt. Ab diesem Zeitpunkt überwachte sie die Transporte vom Vorhof des Krematoriums in Ravensbrück aus, die direkt zur Gaskammer führten.
Aufgrund einer erneuten Erkrankung ersuchte sie Mitte Februar 1945 den Lagerkommandanten Fritz Suhren um ihre Entlassung, da sie nach eigenen Angaben dem Dienst nicht mehr standhalten konnte.
Nach Kriegsende floh sie mit ihrer Familie nach Norddeutschland und konnte über Jahrzehnte unbehelligt bleiben. Erst im Sommer 2007 wurde sie von einer Journalistin am Niederrhein aufgespürt und zu ihrer Tätigkeit als KZ-Aufseherin befragt. Für ihre Tätigkeit als KZ-Aufseherin wurde sie nie strafrechtlich belangt. Sie starb im August 2008 am Niederrhein.